# Thomas E. Davis
Thomas Edward Davis o Davies (c. 1785 o 1795 - 16 de marzo de 1878) fue un prolífico promotor inmobiliario que construyó propiedades residenciales en Nueva York entre 1830 y 1860.

## Primeros años
Davis emigró de Inglaterra a New Brunswick, Nueva Jersey, a principios del siglo XIX, con la intención de montar un negocio de destilación de whisky. Cuando la destilería fracasó, se trasladó a la ciudad de Nueva York en 1830.

## Desarrollo inmobiliario

### Manhattan
Davis comenzó su carrera en la especulación inmobiliaria en Nueva York con el respaldo financiero de la casa bancaria de J.L. & S. Joseph & Co. Los Joseph eran una importante firma de corredores de valores y tenían la agencia de los Rothschild, pero se sobregiró y fue una víctima del crack de 1837.
En 1831, Davis construyó casas adosadas de estilo federal en ladrillo rojo a ambos lados de la calle 8 Este, entre las avenidas Tercera y Segunda, desarrollando toda la manzana conocida como St. Mark's Place. Las casas adosadas originalmente estaban "prácticamente solas en los prados y pantanos de la granja familiar de Stuyvesant", realzando "la grandeza de estas dos hileras". De este proyecto se conservan tres casas adosadas: la Casa Hamilton-Holly en el número 4 de St. Mark's Place, el edificio del número 25 de St. Mark's Place y la mejor conservada de las tres, la Casa Daniel LeRoy en el número 20 de St. Mark's Place.
Otras construcciones de Davis en la zona son Carroll Place, en la manzana que va de Thompson Place a LaGuardia Place.
Hacia el final de la recesión que siguió al Pánico de 1837, que duró hasta mediados de la década de 1840, Davis pudo comprar 400 parcelas en la Quinta Avenida (al norte de la calle 20) por unos cientos de dólares cada una y construyó un bloque completo de finas viviendas entre las calles 31 este y 32 este.

### Staten Island
Entre 1834 y 1835, Davis compró terrenos en Staten Island que iban desde la estación de cuarentena hasta Sailors' Snug Harbor, es decir, casi todo el norte de Staten Island. Llamó a la zona New Brighton (en honor a un centro turístico costero de Inglaterra), y construyó casas de estilo renacimiento griego en la costa. Se creó una asociación de empresarios adinerados para seguir desarrollando los terrenos y promover la zona como un suburbio, con fácil acceso a Nueva York a través de transbordadores de vapor. Sin embargo, casi de inmediato, la crisis financiera conocida como el Pánico de 1837 provocó la ejecución hipotecaria de la asociación.
Davis, junto con otros socios, volvió a adquirir la urbanización y consiguió capear la recesión. Davis perdió una cantidad sustancial de dinero durante este período, pero sobrevivió a la crisis, mientras que los banqueros que inicialmente habían prestado apoyo a Davis, J.L. & S. Joseph, fracasaron.

### Minnesota
Davis y dos de sus yernos, Frederick C. Gebhard y John F. A. Sanford, se involucraron en la financiación de la St. Anthony Falls Water Power Company en Mineápolis. Sanford, que había sido un hombre de frontera, conocía a los hombres que desarrollaban el proyecto y le invitaron a invertir.  Éste, a su vez, trajo a Davis y Gebhard.  La relación entre los promotores y los patrocinadores neoyorquinos no era buena y se rompió tras la muerte de Sanford en 1857. Gebhard murió en 1865, su hermano William H. Gebhard se vio involucrado, se iniciaron acciones judiciales y la situación tardó varios años en resolverse definitivamente.

### Vida posterior
Davis se hizo extremadamente rico, y fue considerado el mayor especulador inmobiliario de su época. Entre los propietarios inmobiliarios de la ciudad de Nueva York, c. 1862, las posesiones de Davis se situaban en tercer lugar tras John Jacob Astor y el magnate de los grandes almacenes Alexander Turney Stewart.: 134  A mediados de la década de 1860, Davis se trasladó con su familia a Italia.

## Vida personal
La esposa de Davis era Anne Power, que había nacido en Irlanda en octubre de 1799. Su hermano era John Power, Vicario General de Nueva York y párroco de San Pedro en Barclay Street, en Lower Manhattan. Otro hermano era el político irlandés Maurice Power, que se casó con la hija del juez Henry Brockholst Livingston. Juntos, Thomas y Anne Davis tuvieron ocho hijos que sobrevivieron hasta la edad adulta, un hijo y siete hijas:
- Thomas Edward Davis hijo (fallecido en 1916), que se casó con Marianita Jove (fallecida en 1870), hija de Lorenzo Jove.  Davis Jr. era amigo del escritor y poeta irlandés Fitz James O'Brien, y participó en el intento de crear un regimiento con él durante la Guerra Civil Americana, llamado los Rifles McClellan.  Cuando O'Brien fue asesinado, Davis Jr. trajo sus restos desde Baltimore para enterrarlos en Nueva York y actuó como uno de sus albaceas.[11][12]
- Davis Jr. estaba delicado de salud y finalmente se trasladó a Europa, donde murió en Bournemouth, Inglaterra, en 1916.  Su hija, Marianita, siguió siendo su compañera hasta su muerte.[13]
- Catherine "Kate" Davis (1829-1870), que se casó con Frederick Charles Gebhard (1825-1865). De los hijos de Davis, fueron la única pareja que permaneció en Estados Unidos.[nota 2]
- Isabel Davis (1832-1898), que se casó con John Francis Alexander Sanford (1806-1857), un viudo veinticinco años mayor que ella. Se trasladó a París tras la muerte de él.[nota 3]
- Anna Davis (c. 1833-1925), que se casó con Auguste La Montagne (c. 1840-1894).[17][nota 4].
- Mathilde "Tilly" Davis (1841-1917), casada con Don Antonio Lante Montefeltro della Rovere (1831-1897)[nota 5][20][21][22]
- Eliza "Lizzie" Davis (n. c. 1844), que se casó con el marqués Angelo Gavotti Verospi (1835-1916)[23][24]
- Nora Davis (1846-1913), que se casó con Charles Joseph Blanc de Lanautte, conde de Hautverie (nacido en 1848)[25]{ref>.
- Marie Davis (1850-1932), que se casó con Anatole Eugène Alexis Taffin d'Heursel (nacido en 1844); lo abandonó por Henry Louis Eugène Marie Say (1850-1899), de la familia francesa de fabricantes de azúcar, hacia 1878.  Al no poder obtener el divorcio, se nacionalizó suiza y se casó con Say el 20 de mayo de 1882 en Suiza.  Tras su muerte en 1899, su testamento fue impugnado por su hermana, Jeanne-Marie Say, vicomtesse de Trédern, alegando la legitimación de sus hijos.[26]

Murió en Florencia el 16 de marzo de 1878, a la edad de 93 años. Su cuerpo fue devuelto a Estados Unidos, donde fue enterrado en Saint Patrick's Old Cathedral Churchyard en Manhattan.